# Indianola (Iowa)
Pour les articles homonymes, voir Indianola.
La ville américaine d’Indianola est le siège du comté de Warren, dans l’État de l’Iowa. Elle comptait 14 782 habitants lors du recensement de 2010.

## Source
- (en) Cet article est partiellement ou en totalité issu de l’article de Wikipédia en anglais intitulé « Indianola, Iowa » (voir la liste des auteurs).